# Corbeyran

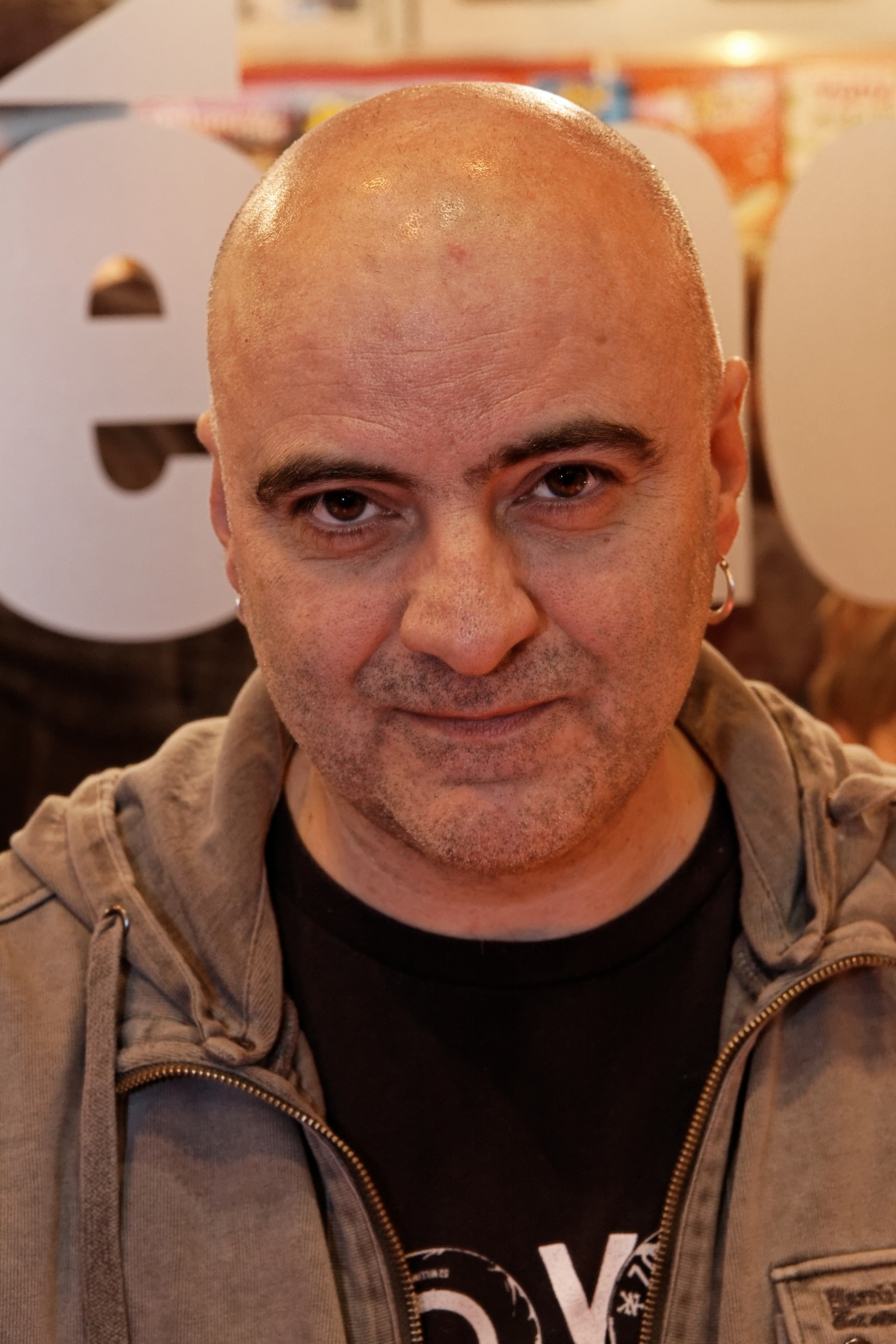
Corbeyran (2012)

Corbeyran (eigentlich Éric Corberant, * 14. Dezember 1964 in Marseille) ist ein französischer Comicautor.

## Leben
Éric Corberant wurde 1964 in Marseille geboren. Er begann seine Karriere als freiberuflicher Grafiker und Animateur in einem Ferienresort. Im Jahr 1990 veröffentlichte er mit Die Klauen des Sumpfes sein erstes Comic-Album. Ende der 90er-Jahre feierte er zusammen mit Richard Guérineau mit Der Gesang der Strygen seinen ersten großen Erfolg. Corbeyran hat mittlerweile weit über 100 Comics geschrieben und zählt zu den gefragtesten Szenaristen Frankreichs.
Rund um Der Gesang der Strygen hat Corbeyran mit wechselnden Zeichnern zahlreiche weitere Serien verfasst, die im selben Universum spielen. Von 1996 bis 2001 arbeitete er mit Alfred zusammen. Sie gaben La Digue heraus und arbeiteten an der Serie Abraxas zusammen.
In den Jahren 2000 und 2010 wurde Corbeyran auf dem Festival International de la Bande Dessinée d’Angoulême mit dem Prix Tournesol ausgezeichnet, 2000 für Paroles de taulards und 2010 für Climax – Le Désert blanc.

## Werke
- 1994–1997: L’As de pique, mit Richard Guérineau, drei Bände
- 1997–2018: Der Gesang der Strygen, mit Richard Guérineau, achtzehn Bände
- 2000–2008: Le Maître de jeu, mit Gregory Charlet, sechs Bände
- 2001–2007: Le Clan des chimères (deutsch: Der Klan der Chimären), mit Michel Suro, sechs Bände, teilweise in Deutschland bei Bunte Dimensionen erschienen
- 2003–2005: Asphodèle, mit Djillali Défali, vier Bände
- 2003–2005: Boule & Bill, Bände 29 und 30
- 2006: La Loi des XII tables, mit Djillali Défali, sechs Bände
- 2007–2009: Les Hydres d'Arès, mit Alexis Sentenac, drei Bände
- 2008–2015: Uchronie(s), mit Éric Chabbert, Tibéry, Djillali Défali, Aurélien Morinière, Nicolas Otéro und Louis Lachance, zwanzig Bände
- 2009: XIII Mystery: Band 2 – Irina, mit Philippe Berthet
- 2009–2014: Assassin’s Creed, mit Djillali Défali, sechs Bände, in Deutschland im Splitter-Verlag erschienen.
- 2009–2015: Le Siècle des ombres, mit Michel Suro, sechs Bände